# Брячислав Ізяславич
Брячисла́в Ізясла́вич (? — 1044) — князь полоцький (1001—1044). Представник роду Полоцьких Ізяславичів династії Рюриковичів. Син полоцького князя Ізяслава Володимировича від невідомої дружини. Онук великого князя київського Володимира Святославича і полоцької князівни Рогнеди. Небіж київського князя Ярослава Мудрого. Батько полоцького князя Всеслава Чародія.

## Імена
- Брячисла́в Ізясла́вич — в українській історіографії з іменем по батькові.
- Брячисла́в І По́лоцький — у західній історіографії з номером правителя і назвою князівства.

## Біографія
Брячислав Ізяславич був сином полоцького князя Ізяслава Володимировича від невідомої дружини, онуком київського князя Володимира і полоцької князівни Рогнеди. Точна дата і місце його народження невідомі.
З літописів відомо, що Брячислав мав брата Всеслава. Питання старшинства братів залишається дискусійним в історіографії. На думку російських дослідників Миколая Баумгартена і Олега Рапова Брячислав був молодшим сином Ізяслава. Український історик Леонтій Войтович, посилаючись на Михайла Грушевського, вказує на недостатність їхньої аргументації, оскільки саме Брячислав, а не Всеслав, зайняв полоцький престол.
Брячислав зайняв стіл неповнолітнім. Після смерті діда, 1015 року, по «житію» Святого Володимира, успадкував і Луцьк. В літописі про усобицю Володимировичів в 1015-1019 роках не згадується, військові дії в цей час проходили в стороні від володінь Брячислава.
1020 року Ярослав I Мудрий вимагає від Брячислава Ізяславича Полоцького певних прикордонних володінь.
За порадою Еймунда, керівника норманської дружини, що знаходилася на службі в Полоцьку, Брячислав, не чекаючи нападу Ярослава, пішов на Новгород, пограбував місто і забрав до Полоцька багато полонених.
Про те, що відбувалося далі, джерела подають різну інформацію. Нестор спочатку пише, що Брячислав пограбував Новгород і з полоненими повернувся до Полоцька. Потім всупереч собі зазначає, що Ярослав зустрів Брячислава на шляху з Новгорода на якійсь річці Судамир (деякі дослідники її ототжнюють з теперішньою Судомою), причому до того місця дістався з Києва за 7 днів, розбив сили Брячислава і відібрав награбоване, але через якийсь час віддав Брячиславу два міста — Вітебськ і Усвят.
Згідно з «Сагою про Еймунда», ніякої битви не було взагалі. Полоцькі і київські полки зійшлися біля якоїсь річки, при цьому через значний час після нападу Брячислава на Новгород, і простояли один проти одного 7 днів. Брячислав поринався почати бій, однак Еймунд його відраджував, бо задумав хитрість. Еймунд з кількома товаришами вночі створив засідку в лісі на стежці, якою, згідно з його міркуваннями, жінка Ярослава Інгігерда звичайно їздила з якогось ближнього міста до київського війська. Еймунду пощастило і він полонив Інгігерду.
При посередництві Інгігерди Брячислав і Ярослав уклали мир, по якому Ярослав отримував Новгородську землю, а Брячислав долучав до Полоцького князівства стільки земель (Вітебськ, Усвят, і, як вважають деякі дослідники, Мінськ), що його володінь стало вдвічі більше, ніж до війни. Рештою земель Русі вони домовилися керувати спільно, а своїм намісником в решті земель Русі з центром у Києві призначили Еймунда. Спільне керування Руссю підтверджується тим, що Ярослав з 1020 року жив у Новгороді, а не в Києві. В цей час у Києві існували «Брячиславів двір» і «двір мужів Ярославових». До цього ж часу відноситься бірка з двома тризубами, один з яких мав би належати Ярославу, а другий Брячиславу.
Проте спільне керування було недовгим, десь до 1024/1025 років, коли Мстислав I Хоробрий отримав землі на лівому березі Дніпра. З того часу Ярослав повернувся до Києва, однак найімовірніше Брячислав отримав від нього якусь компенсацію, бо вони зберегли добрі стосунки до кінця життя Брячислава.
Брячислав Ізяславич був першим полоцьким князем, який намагався унезалежнитися від Києва.
У час Брячислава Полоцьке князівство значно збільшило свою територію, і не тільки за рахунок надань Ярослава, але й балтійськими землями латгалів і литвинів. Засновано багато нових міст, розбудувався і сам Полоцьк, у 1030-х роках навколо міста зведено фортечні мури, стіни якої знайшли під час археологічних розкопиок, Полоцьк тоді займав площу до 40 гектарів.
Помер 1044 року.
У 1068 році згадується двір Брячислава у Києві.

## Сім'я
- Батько: Ізяслав (981—1001), князь полоцький (бл.990—1001)
- Матір: невідома
- Брат: Всеслав Ізяславич (?—1003)
- Син: Всеслав Брячиславич (?—1101), князь полоцький (1044—1067, 1070, 1071—1101), великий князь київський (1068—1069)

### Родовід
|  |                                       |  |  |  |  |  |  |  |  |  |  |  |  |  |  |  |
|  | 4. Володимир, великий князь київський |  |  |  |  |  |  |  |  |  |  |  |  |  |  |  |
|  |                                       |  |  |  |  |  |  |  |  |  |  |  |  |  |  |  |
|  |                                       |  |  |  |  |  |  |  |  |  |  |  |  |  |  |  |
|  | 2. Ізяслав, князь полоцький           |  |  |  |  |  |  |  |  |  |  |  |  |  |  |  |
|  |                                       |  |  |  |  |  |  |  |  |  |  |  |  |  |  |  |
|  |                                       |  |  |  |  |  |  |  |  |  |  |  |  |  |  |  |
|  | 5. Рогнеда, князівна полоцька         |  |  |  |  |  |  |  |  |  |  |  |  |  |  |  |
|  |                                       |  |  |  |  |  |  |  |  |  |  |  |  |  |  |  |
|  |                                       |  |  |  |  |  |  |  |  |  |  |  |  |  |  |  |
|  | 1. Брячислав, князь полоцький         |  |  |  |  |  |  |  |  |  |  |  |  |  |  |  |
|  |                                       |  |  |  |  |  |  |  |  |  |  |  |  |  |  |  |
|  |                                       |  |  |  |  |  |  |  |  |  |  |  |  |  |  |  |
|  | 6. невідомо                           |  |  |  |  |  |  |  |  |  |  |  |  |  |  |  |
|  |                                       |  |  |  |  |  |  |  |  |  |  |  |  |  |  |  |
|  |                                       |  |  |  |  |  |  |  |  |  |  |  |  |  |  |  |
|  | 3. невідомо                           |  |  |  |  |  |  |  |  |  |  |  |  |  |  |  |
|  |                                       |  |  |  |  |  |  |  |  |  |  |  |  |  |  |  |
|  |                                       |  |  |  |  |  |  |  |  |  |  |  |  |  |  |  |
|  | 7. невідомо                           |  |  |  |  |  |  |  |  |  |  |  |  |  |  |  |
|  |                                       |  |  |  |  |  |  |  |  |  |  |  |  |  |  |  |
|  |                                       |  |  |  |  |  |  |  |  |  |  |  |  |  |  |  |

### Монографії
- Войтович Л. 3.2. Ізяславичі Полоцькі. //  Князівські династії Східної Європи (кінець IX — початок XVI ст.). Львів: Інститут українознавства, 2000.
- Войтович Л. Княжа доба: портрети еліти . — Біла Церква, 2006. С. 280.
- Грушевський М. Історія України-Руси. Т. 2. Львів, 1905.
- Рапов О. М. Княжеские владения на Руси в Х — первой половине ХІІІ в. Москва, 1977.
- Уладзімер Арлоў. 1021. Бітва полацкага князя Брачыслава з Яраславам Мудрым на Судоме // [недоступне посилання з червня 2019]
- Уладзімер Арлоў, Генадзь Сагановіч. Дзесяць вякоў беларускай гісторыі. — Мн., 1997.

### Статті
- Baumgarten N. Généalogies et mariages occidentaux des Rurikides Russes du X-e au XIII-е siècle // Orientalia Christiana. Т. IX, № 35, Roma, 1927.